# John Byrne (labdarúgó)
John Frederick Byrne (Manchester, 1961. február 1. –) ír válogatott labdarúgó.

## Pályafutása

### Klubcsapatban
Manchesterben született Angliában. Pályafutását 1979-ben a York Cityben kezdte, ahol öt éven keresztül játszott. 1984-ben a Queens Park Rangers csapatába szerződött, melynek négy évig volt a játékosa. 1988 és 1990 között Franciaországban játszott a Le Havre együttesében. Az 1990–91-es idényben a Brighton & Hove Albionban szerepelt. Az 1991–92-es szezonban a Sunderlandben játszott. 1992 és 1993 között a Millwallt erősítette, majd fél évre kölcsönadták a Brighton & Hove Albionnak. 1993 és 1995 között az Oxford United, 1995 és 1996 között ismét a Brighton & Hove Albionban játszott.

### A válogatottban
1985 és 1993 között 23 alkalommal szerepelt az ír válogatottban és 4 gólt szerzett. Részt vett az 1988-as Európa-bajnokságon és az 1990-es világbajnokságon.

## Sikerei, díjai
York City
- Angol negyedosztályú bajnok (1): 1983–84

Queens Park Rangers
- Angol ligakupa (1): 1985–86

Sunderland
- Angol kupa (1): 1991–92